# Dalai Lama

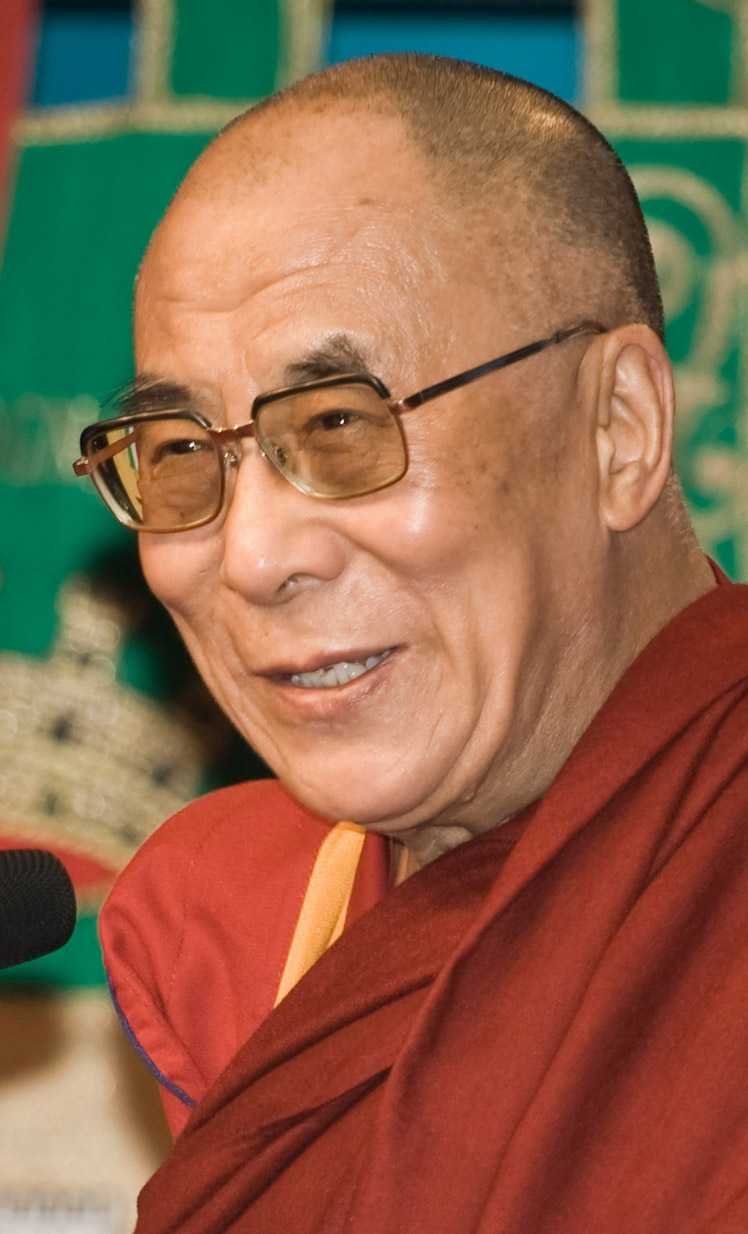
Prezentul Dalai Lama, Tenzin Gyatso

Dalai Lama (tala'i blama ཏ་ཱལའི་བླ་མ་) a fost cel mai înalt grad spiritual în Tibetul secolului XVII-lea si până în secolul al XX-lea. Budiștii din Tibet consideră că Dalai Lama este una din multiplele reîncarnări ale lui Avalokiteśvara.
Prezentul Dalai Lama, al XIV-lea, este Tenzin Gyatso.

## Biografie
Sfinția Sa Tenzin Gyatso, al paisprezecelea Dalai Lama, este șeful spiritual și temporal al Tibetului. S-a născut la 6 iulie 1935, într-un mic sat de țărani din provincia Amdo. La vârsta de doi ani a fost descoperit ca fiind încarnarea predecesorului său, marele Dalai Lama al treisprezecelea. La vârsta de patru ani și jumătate, Tenzin Gyatso este adus în capitala statului tibetan, Lhasa, și instalat pe tron în calitate de șef suprem temporal și spiritual al Tibetului. Copilăria și-a petrecut-o mai ales în compania călugărilor și a discipolilor, făcând foarte rar vizite familiei sale din satul natal.
Înclinația înnăscută pentru studiu și curiozitatea pentru lumea din jurul Tibetului l-au determinat să-și lărgească permanent cunoștințele - inclusiv studii de limba engleză, știință și matematici - însă partea cea mai importantă a educației sale a fost făcută în manieră tradițională tibetană (așa cum va descrie mai târziu în autobiografia sa). Scopul principal al sistemului tibetan constă în lărgirea și cultivarea minții printr-o mare varietate de cunoștințe. În ceea ce privește standardele avansate de educație seculară, programa școlară include teatrul, dansul și muzica, astrologia, poezia și compoziția. Cursurile de instrucție superioară includ arta vindecării, sanscrita, dialectica, artele și meseriile, metafizica și filosofia religiilor. Dintre aceste "cinci subiecte elevate", după cum mai sunt numite, ultimul este considerat fundamental. Sfinția Sa și-a început educația la vârsta de șase ani, iar la douăzeci și cinci și-a luat doctoratul în filozofie buddhistă. Periodic a fost examinat de cercurile profesorale de la principalele universități monastice: Drepung, Sera și Ganden. Examinarea finală a avut loc la Jokhang, Lhasa, în fața congregațiilor de profesori.
De la vârsta de șaisprezece ani, Dalai Lama și-a asumat întreaga putere temporală și timp de nouă ani a urmărit reconcilierea cu guvernul chinez. Cu toate acestea, în anul 1959 la Lhasa izbucnește o revoltă împotriva Chinei, iar Dalai Lama este nevoit să părăsească Tibetul și să se stabilească în India, unde este urmat de peste o sută de mii de conaționali. Spre deosebire de predecesorii săi, al Paisprezecelea Dalai Lama a efectuat vizite în numeroase țări și a întreținut un dialog constant cu personalități aparținând unor spații culturale, religioase și ideologice foarte diferite. De-a lungul vremii, reputația sa de om al păcii și înțelegerii a crescut neîncetat. Sfinția Sa a primit numeroase premii naționale și internaționale, inclusiv Premiul Nobel pentru Pace în 1989.
În ultimii ani, multe universități occidentale i-au conferit titlul de Doctor Honoris Causa ca o recunoaștere a importanței scrierilor sale asupra filozofiei buddhiste și a rolului pe care personalitatea sa îl joacă în dialogul ecumenic și în menținerea armoniei între marile religii ale lumii. În timpul călătoriilor pe care le-a efectuat în străinătate, Sfinția Sa a susținut cu tărie necesitatea respectului reciproc și a unei mai bune înțelegeri între diferitele credințe ale lumii. În aparițiile sale publice, Dalai Lama urmărește să transmită neobositul său mesaj de iubire, compasiune și non-violență, precum și sentimentul universalei responsabilități pentru destinele acestei lumi, pentru pace.

## Opera (selectiv)
- My Spiritual Journey, HarperOne, 2010
- Toward a True Kinship of Faiths, Doubleday, 2010
- The Middle Way - Faith Grounded in Reason, Wisdom Publications, London, 2009
- All You Ever Wanted to Know About Happiness, Life and Living, Hay House, 2009
- Art of Happiness in a Troubled World, Doubleday, New York, 2009
- Emotional Awareness, Holt, 2009
- Becoming Enlightened, Rider, 2009
- In My Own Words - An Introduction to My Teachings and Philosophy, Hay House, 2008
- Dalai Lama at MIT, Harvard University Press, 2008
- Mind in Comfort and Ease - The Vision of Enlightenment in the Great Perfection, Wisdom Publications, 2007
- Activating Bodhichitta and a Meditation on Compassion, Library of Tibetan Works & Archives, 2006
- Teachings on je Tsong Khapa's Three Pincipal Aspects of the Path, Library of Tibetan Works & Archives, 2006
- Yoga Tantra - Paths to Magical Seats, Snow Lion Publication, 2005
- The Universe in a Single Atom - The Convergence of Science and Spirituality, Morgan Road Books, 2005
- Widening the Circle of Love, Rider, 2005
- Path of Wisdom, Path of Peace - A Personal Conversation, Crossroad Publishing, 2005

## Traduceri în limba română
- Dalai Lama, Filozofia și practica buddhismului tibetan , Traducere din limba engleză: Walter Fotescu, Editura Herald, Colecția Himalaya, București, 2012, 240 p., ISBN 978-973-111-352-4

## Sfârșitul instituției?
În 2014, Tenzin Gyatso a recomandat ca după moartea sa să nu mai fie ales alt Dalai Lama, deoarece instituția și-a pierdut semnificația: importanța sa a constat în puterea politică, pe care acum nu o mai are. După 450 de ani de funcționare a instituției Dalai Lama, aceasta nu mai este necesară, deoarece budismul tibetan are o organizare foarte bună, dispune de călugări cu o educație excepțională, astfel că nu mai depinde de un sigur individ.